# 正定神乐院
正定神乐院是一座历史上的熙笃会修道院，即今日香港大屿山圣母神乐院的前身，位于中国北部河北省正定县河灘。创立于1928年，1947年9月因政局动荡撤离前往四川省，两年后又迁往香港。

## 成立：1928
1926年，熙笃会在中国的第一座修院，察哈爾涿鹿县楊家坪圣母神慰院已经发展成拥有百名修士的大修院。元月，熙篤會派遣德勞思院長(Dom Delauze)來華視察，决定建立中国的第二座熙篤會修院。院長在河南卫辉与河北正定两地中，选择在距离楊家坪较近，又位于平漢鐵路沿线的正定建立分院。
正定教區的文致和主教（Mgr. Schraven）指定三塊土地供新成立的隱修院，任選其中一塊馈赠。最终选定的是位於正定城南十里，五孔桥南,滹沱河與其支流形成的汀洲，稱为河灘，面积十七頃。汪院長命名這座修院為【聖母神樂院】The Monastery Of Our Lady of Liesse (of Joy)，俗稱河灘苦修會。该处地点现在为河北省石家庄市学府路3号河北天主教神哲学院校址。
1927年，正定教區在此建造修院，至1928年春完成五十多間房屋。14名修士乘平漢路火車分两批到达后。5月9日，神樂院開幕，正定教區的文主教駕臨主持啟鑰典禮。

## 升格為自治修院：1941
到1941年，神乐院已发展到40多位修士。1940年冬，楊家坪圣母神慰院汪院長接連兩次腦充血，不能再理院務。1941年四月辭職。由熙篤會羅馬總部安排，5月22日，神樂院升格為自治修院。5月31日，選舉35歲的中國修士李博嵐神父為院長。

## 遷移四川：1947-1950
1947年，地处平汉铁路沿线的正定神乐院，已成为国共拉锯战的前沿地带，砲聲隆隆，李博嵐院長分析形势，决定將修院遷移。8月24日晚上，解放军第二次占领正定，李院長和四十餘名修士逃往石家莊，九月十五日搭乘国民党为其调配的4架飞机抵達北平，经天津、上海，於十月25日到達四川新都縣泥巴沱。
1949年12月25日共軍進入成都，泥巴沱修院六十餘位修士中，有16位修士逃亡海外，李院長正在美國肯塔基州的熙篤會日色瑪尼修院参加百年院慶，讨来10张船票，安排10名修士到加拿大的一座修院。

## 流亡香港：1950-
1950年李院長前往香港，得港英政府在大嶼山的大水坑撥地，取消原定計劃建立的一座麻风病院，神樂院得以在香港復院。